# رونالد مور (سياسي كندي)
رونالد مور هو سياسي كندي، ولد في 28 يوليو 1925، وتوفي في 9 يناير 2010. حزبياً، نشط في الرابطة التقدمية المحافظة في ألبرتا ‏. وقد انتخب عضو الجمعية التشريعية ألبرتا.